# Deewane Huye Pagal
Deewane Huye Paagal – indyjska komedia romantyczna wyreżyserowana w 2005 roku przez Vikram Bhatta. To indyjski remake hollywoodzkiej komedii z 1998 roku Sposób na blondynkę. W rolach głównych Akshay Kumar, Shahid Kapoor, Sunil Shetty i Rimi Sen.

## Fabuła
To historia miłości nieśmiałego studenta Karana (Shahid Kapoor) do pięknej Tanyi (Rimi Sen). Pewnego dnia znika ona jednak z jego życia. Karan nie wie, że Tanya musi ukryć się, bo grozi jej śmierć. Przypadkiem stała się świadkiem morderstwa naukowca (Om Puri) i teraz jest ścigana przez mumbajskiego mafioso. Zaczyna nowe życie w Dubaju jako tancerka i piosenkarka o imieniu Natasha. Jako samotna kobieta otoczona zostaje wkrótce mężczyznami, którzy intrygując i kłamiąc próbują pozyskać jej względy. Podający się tylko za przyjaciela Sanju (Sunil Shetty) kolejno demaskuje starających się o jej rękę jako oszustów (między innymi "architekta" Rocky Hiranandani – Akshay Kumara). Natasha zaczyna gubić się wśród tych męskich intryg i kłamstw, gdy w jej życiu pojawia się znów od lat wierny swojej młodzieńczej miłości Karan. Odnalazłszy ją w Dubaju wreszcie ma odwagę wyznać jej swą skrywaną miłość. Sanju, Rocky i Tommy (Paresh Rawal) omotujący Natashę swoimi intrygami nienawidzą Karana.

## Obsada
- Akshay Kumar – Rocky
- Sunil Shetty – Sanju
- Shahid Kapoor – Karan
- Rimi Sen – Tanya/Natasha
- Paresh Rawal – Tommy
- Om Puri – Mehboob/naukowiec Khurana
- Johnny Lever – Murugan
- Vivek Oberoi – narrator
- Vijay Raaz – Babloo
- Suresh Menon – Veerappan 'Sunny' Khurana
- Asrani – niewidomy
- Rakesh Bedi – Gullu Mulchandani
- Anu Malik – narrator
- Leena – Kavita
- Supriya Pilgaonkar – ciotkaSweety
- Snehal Dabi – Kuttianna
- Baljeet Singh – Baljeet Khurana
- Aftab Shivdasani – Raj Sinha (gościnnie)

## Muzyka
Muzykę (także do piosenek) skomponował weteran muzyki filmowej Anu Malik, autor muzyki do takich filmów jak Umrao Jaan, Zakochać się jeszcze raz, No Entry, Fida, Jestem przy tobie, Aśoka Wielki, Fiza, Baadshah, Duplicate, Ram Jaane czy Akele Hum Akele Tum.
- Meri Jaane Jana – Anu Malik
- Aisi Umar mein pyaar to hoga zaroor – Udit Narayan, Sonu Nigam, Kunal Ganjawala
- Chakle Chakle – Anu Malik (remake piosenki z Kevin Lyttle – Turn Me On)
- Maar Sutiya
- Meri Jane Jigar
- Tu Hai Tu Hai